# Stephan Hoffmann (Richter)
Stephan Hoffmann (* 1. August 1845 in Bautzen; † 3. Juli 1924 in Leipzig) war ein deutscher Richter.

## Leben
Stephan Hoffmann studierte Rechtswissenschaft an der Universität Leipzig und wurde 1864 Mitglied, später Ehrenmitglied des Corps Budissa. Der gebürtige Sachse Hoffmann wurde Anfang Januar 1869 vereidigt. Er wurde zum Gerichtsrat (1878), Amtsrichter (1879) und Landgerichtsrat (1880) ernannt. Oberamtsrichter in Oschatz wurde er 1883. Seit 1886 Direktor eines Landgerichts, wurde er 1889 Oberlandesgerichtsrat am Oberlandesgericht Dresden. Im Oktober 1895 wurde er an das Reichsgericht berufen. Im Februar 1910 wurde er Präsident des VI. Zivilsenats. Im April 1914 trat er in den Ruhestand. Im selben Jahr wurde ihm der Königliche Kronen-Orden (Preußen) II. Klasse verliehen. Von 1890 bis 1905 war er Mitherausgeber des Sächsisches Archiv für Bürgerliches Recht und Prozeß.

## Werke
- mit Paul Eduard Kaden und Johannes Georg Scheele: Das bürgerliche Gesetzbuch für das Königreich Sachsen: mit Erläuterungen aus der Rechtsprechung und unter Berücksichtigung der neueren Gesetzgebung. Leipzig 1889.
- Nachtrag zu dem Bürgerlichen Gesetzbuch für das Königreich Sachsen. Zusammengestellt vom Oberjustizrath Stephan Hoffmann (Rath am Kgl. Sächs. Oberlandesgericht). Leipzig 1895.